# Paweł Szczepaniak
Paweł Szczepaniak (Polen, 22 maart 1989) is een Poolse wielrenner uit het beloftencircuit en de broer van Kacper Szczepaniak. Op 30 januari 2010 behaalde hij goud op het Wereldkampioenschap veldrijden maar werd geschrapt uit de uitslag wegens dopinggebruik. Hij werd voor acht jaar geschorst.
Baestaens · Bertholet · Dlask · Gavenda · Grand · Hník · Meeusen · K.Pauwels · Peeters · Štybar · K.Szczepaniak · P.Szczepaniak · van Empel · van Kessel · Van Mechelen · B.Wellens